# L'Espérance (film)
Pour plus de détails, voir Fiche technique et Distribution.
L'Espérance est un film québécois réalisé par Stefan Pleszczynski (en), qui est sorti en 2004.

## Synopsis
Un jeune homme prénommé Jules débarque dans le petit village côtier de L'Espérance en Gaspésie à la suite d'une panne automobile. Pendant le temps des réparations, il s'informe sur les événements qui ont conduit à la fermeture de la mine. Il semble apprécié de presque tous, mais pas de Zak, jeune adolescent qui voit son amie Angela attirée par le mystérieux inconnu.

## Fiche technique
Source : IMDb et Films du Québec
- Titre original : L'Espérance
- Réalisation : Stefan Pleszczynski (en)
- Scénario : Stefan Pleszczynski, Bernadette Gogula
- Musique : Helmut Lipsky
- Conception artistique : Donald McEwen
- Décors : Julie-Agnes Morin
- Costumes : Claire Nadon
- Coiffure : Corinne Poizat
- Maquillage : Sophie Lebeau
- Photographie : Pierre Jodoin
- Son : Gilles Corbeil, Mathieu Beaudin, Bernard Gariépy Strobl
- Montage : Bernadette Gogula
- Production : Christian Larouche
- Société de production : Christal Films
- Société de distribution : Christal Films
- Pays d'origine :  Canada
- Langue originale : français
- Format : couleur, DVD format d'image 1.78:1 avec son 5.1
- Genre : drame
- Durée : 122 minutes
- Dates de sortie :
  - Canada : 4 avril 2004 (première en fermeture du 5e Festival de cinéma des 3 Amériques à Québec)[2]
  - Canada : 9 avril 2004
  - Canada : 6 juillet 2004  (DVD)

## Distribution
- Patrick Labbé : Jules Marin / Jacques Martel
- Maxime Dumontier : Zak
- Isabel Richer : Corrine
- Esther Gaudette : Angela
- André Lacoste : Benoît Collier
- France Arbour : Dimitria
- Michel Daigle : Armand
- Nathalie Coupal : Fleur
- Linda Roy : Édith, la mécanicienne
- Guy Thauvette : Valentin Deuxmontagnes, le barbier
- Josée Beaulieu : Clothilde
- Maxim Gaudette : Gabriel
- Benoît Girard : Gaspard
- Suzanne Lemoine : Annabel
- Marc Legault : Adélard
- Pierre Collin : Arsène
- Lu Ye : Joy Yin Quan
- Mickaël Lamoureux-Binette : Jean-Louis
- Mathieu Barsalou : Alain
- Pierre-Olivier Champagne : Thomas
- Pierre-Luc Brillant : Claude
- Jean-François Blanchard : le seigneur
- Benoît McGinnis : le valet
- Bernard St-Laurent : le maire
- Marie-Claude Sabourin : la mère
- Eric Perreault : le policier #1
- Patrick Lauzon : le policier #2